# Nemomydas tenuipes
Nemomydas tenuipes is een vliegensoort uit de familie Mydidae. De wetenschappelijke naam van de soort is, geplaatst in het geslacht Midas, voor het eerst geldig gepubliceerd in 1872 door Loew.
De soort komt voor in Mexico en de Verenigde Staten.